# Tenuki
Tenuki (手抜き) es un término japonés de go también utilizado entre los jugadores occidentales. Significa ignorar una secuencia local en el tablero para jugar en otro lugar. Este tipo de jugadas está muy relacionada con los conceptos de sente, tener iniciativa, y gote, perder la iniciativa. El tenuki se emplea cuando se está seguro de que el último movimiento del adversario no implica una amenaza urgente y se juzga que jugar en otro lugar será una ventaja. 
Los jugadores experimentados intentan controlar el flujo del juego haciendo movimientos que produzca una secuencia interesante en la que el adversario tenga que responder. Normalmente se buscan posiciones débiles que atacar a la hora de hacer un tenuki. Los jugadores más novatos suelen jugar de manera arriesgada y suelen evitarlo.
A veces algunos jugadores hacen tenuki para atacar otra zona del tablero, en la cual si el adversario no defiende, la pérdida por ignorar resulta menos que lo que se gana, con lo que pueden ganan puntualmente la iniciativa para reducir algún punto y contestar a la jugada que se hizo el tenuki.